# قلمرو تسو

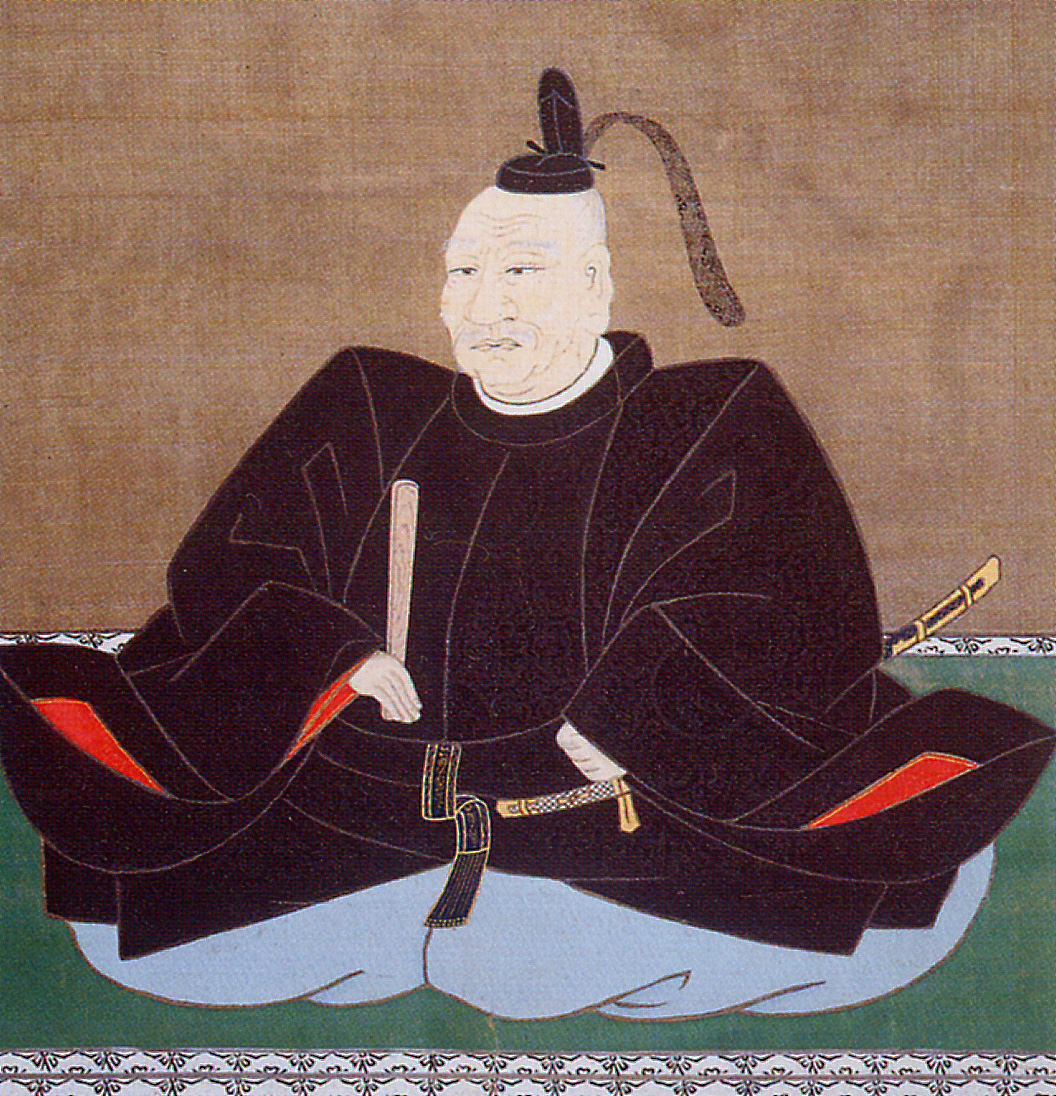
تودو تاکاتورا، نخستین ارباب قلمرو ایماباری و قلمرو تسو در سال های ۱۶۰۰ تا ۱۶۳۰

قلمروی تسو (به ژاپنی: 津藩 Tsu-han) یک ملک اربابی در دوره ادو بود که متعلق به یکی از دایمیوهای توزاما بنام خاندان تودو بود.